# Jason Strudwick
Jason Strudwick (Edmonton, Alberta, Kanada, 1975. július 17. –) kanadai jégkorongozó, jelenleg az Edmonton Oilers játékosa. Unokatestvérei Scott és Rob Niedermayer szintén az NHL-ben szerepelnek.

## Játékos pályafutás
Jason Strudwick játékjogát a New York Islanders foglalta le az 1994-es NHL-drafton a 63. helyen. Első mérkőzését az NHL-ben 1996. március 30-án játszotta az Islanders színeiben a Hartford Whalers ellen. 1998-ban Gino Odjickért cserében a Vancouver Canucks csapatához került, majd szabadügynökként 2002 nyarán a Chicago Blackhawkshoz igazolt.
A 2004–2005-ös NHL-lockout alatt Rob Niedermayerrel együtt  néhány mérkőzésre Magyarországra, a Ferencváros csapatához szerződött. A következő szezonban a New York Rangers csapatában szerepelt. A 2006–07-es szezont a svájci HC Luganoban kezdte meg, majd 2007. március 19-én újra a Rangershez szerződött. Mivel a kontratus az igazolási határidő után jött létre, így a playoffban már nem juthatott szóhoz. 2008. július 10-én szülővárosa csapatába, az Edmonton Oilersbe szerződött.

## Statisztika
| 1993–1994       | Kamloops Blazers        | WHL             | 61  | 6  | 8  | 14 | 118 | 19 | 0 | 4 | 4 | 24 |
| 1994–1995       | Kamloops Blazers        | WHL             | 72  | 3  | 11 | 14 | 183 | 21 | 1 | 1 | 2 | 39 |
| 1995–1996       | Worcester IceCats       | AHL             | 60  | 2  | 7  | 9  | 119 | 4  | 0 | 1 | 1 | 0  |
| 1995–1996       | New York Islanders      | NHL             | 1   | 0  | 0  | 0  | 7   | —  | — | — | — | —  |
| 1996–1997       | Kentucky Thoroughblades | AHL             | 80  | 1  | 9  | 10 | 198 | 4  | 0 | 0 | 0 | 0  |
| 1997–1998       | Kentucky Thoroughblades | AHL             | 39  | 3  | 1  | 4  | 87  | —  | — | — | — | —  |
| 1997–1998       | New York Islanders      | NHL             | 17  | 0  | 1  | 1  | 36  | —  | — | — | — | —  |
| 1997–1998       | Vancouver Canucks       | NHL             | 11  | 0  | 1  | 1  | 29  | —  | — | — | — |    |
| 1997–1998       | Syracuse Crunch         | AHL             | —   | —  | —  | —  | —   | 3  | 0 | 0 | 0 | 6  |
| 1998–1999       | Vancouver Canucks       | NHL             | 65  | 0  | 3  | 3  | 114 | —  | — | — | — | —  |
| 1999–2000       | Vancouver Canucks       | NHL             | 63  | 1  | 3  | 4  | 64  | —  | — | — | — | —  |
| 2000–2001       | Vancouver Canucks       | NHL             | 60  | 1  | 4  | 5  | 64  | 2  | 0 | 0 | 0 | 0  |
| 2001–2002       | Vancouver Canucks       | NHL             | 44  | 2  | 4  | 6  | 96  | —  | — | — | — | —  |
| 2002–2003       | Chicago Blackhawks      | NHL             | 48  | 2  | 3  | 5  | 87  | —  | — | — | — | —  |
| 2003–2004       | Chicago Blackhawks      | NHL             | 54  | 1  | 3  | 4  | 73  | —  | — | — | — | —  |
| 2004–2005       | Ferencváros             | OB I.           | 6   | 1  | 2  | 3  | 8   | —  | — | — | — | —  |
| 2005–2006       | New York Rangers        | NHL             | 65  | 3  | 4  | 7  | 66  | 3  | 0 | 0 | 0 | 0  |
| 2006–2007       | HC Lugano               | NLA             | 34  | 2  | 3  | 5  | 28  | —  | — | — | — | —  |
| 2006–2007       | New York Rangers        | NHL             | 8   | 0  | 0  | 0  | 2   | —  | — | — | — | —  |
| 2007–2008       | New York Rangers        | NHL             | 52  | 1  | 1  | 2  | 40  | 2  | 0 | 0 | 0 | 0  |
| 2008–2009       | Edmonton Oilers         | NHL             | 71  | 2  | 7  | 9  | 60  | —  | — | — | — | —  |
| 2009–2010       | Edmonton Oilers         | NHL             | 72  | 0  | 6  | 6  | 50  | —  | — | — | — | —  |
| 2010–2011       | Edmonton Oilers         | NHL             | 43  | 0  | 2  | 2  | 23  | —  | — | — | — | —  |
| NHL Összesített | NHL Összesített         | NHL Összesített | 631 | 13 | 40 | 53 | 788 | 7  | 0 | 0 | 0 | 0  |